# Muhorsibiri járás

A Muhorsibiri járás Burjátföldön

A Muhorsibiri járás (oroszul Мухоршибирский район, burját nyelven Мухар-Шэбэр аймаг) Oroszország egyik járása a Burját Köztársaságban. Székhelye Muhorsibir falu.

## Népesség
- 2002-ben 28 634 lakosa volt.
- 2010-ben 24 969 lakosa volt, melyből 19 690 orosz, 4 386 burját, 257 tatár, 63 ukrán, 26 fehérorosz, 25 azeri, 25 üzbég, 24 örmény stb.